# Buddy DeSylva
George Gard « Buddy » DeSylva, plus connu sous les pseudonymes Buddy DeSylva, Buddy G. DeSylva et B.G. DeSylva, est un auteur-compositeur-interprète et producteur américain, né le 27 janvier 1895 à New York et mort le 11 juillet 1950 à Hollywood.
Il est le cofondateur du label discographique Capitol Records.

## Biographie
Natif de New York, George est le fils de Aloysius J. De Sylva, un acteur d'origine portugaise connu sous le nom de Hal De Forrest (en) et de Georgetta Miles Gard, elle-même fille du chef de la police de Los Angeles, George E. Gard. Le mariage ne dura pas et Georgetta âgée de 17 ans retourne à Los Angeles avec son fils. Il y fait ses études à l'Université de la Californie méridionale.
Il connaît son premier succès en tant que parolier en 1918 à Broadway avec la comédie musicale Sinbad (en), interprétée par Al Jolson. Il se met à fréquenter les auteurs et compositeurs de la Tin Pan Alley parmi lesquels Ira Gershwin et George Gershwin avec lequel il imagine entre autres La, La, Lucille en 1919 et Blue Monday, un opéra-jazz en un acte intégré à George White's Scandals (en) en 1922, situé à Harlem et considéré comme une ébauche de Porgy and Bess.
Dès 1920, il devient membre de l'ASCAP, produisant de nombreuses comédies musicales, qu'il met parfois en scène. En 1925, il intègre une équipe d'auteurs-compositeurs-interprètes célèbres de la Tin Pan Alley, composée du parolier Lew Brown et du compositeur Ray Henderson. De leur réunion naît plusieurs succès dont Good News (en) (1927) adapté plusieurs fois au cinéma. Leur chanson Sonny Boy, a également été reprise entre autres par Toots Thielemans en 1955. Leur histoire est le sujet du film Les Rois du jazz (The Best Things in Life Are Free) sorti en 1956 avec Gordon MacRae dans le rôle de Buddy DeSylva.
Il est engagé à la 20th Century Fox en 1930, où il poursuit son travail de producteur notamment des films de Shirley Temple (Le Petit Colonel, Capitaine Janvier Pauvre petite fille riche, Ching-Ching, etc.) avant de devenir producteur exécutif de 1941 à 1944 pour Paramount Pictures (Assurance sur la mort, Pour qui sonne le glas).
Il fonde en 1942, avec Johnny Mercer et Glenn Wallichs, le label discographique Capitol Records (qui existe toujours aujourd'hui), suivi quelque temps plus tard d'un deuxième, Cowboy.
Buddy DeSylva meurt à l'âge de 55 ans à Hollywood. Il est enterré au Forest Lawn Memorial Park de Glendale en Californie.
Il est entré au Songwriters Hall of Fame en 1970.

## Théâtre
- 1918 : Sinbad (lyrics additionnels)
- 1918 : Follow the Girl (comprenant des chansons de Buddy DeSylva)
- 1918 : Ziegfeld Follies of 1918 (comprenant des chansons de Buddy DeSylva)
- 1919 : Good Morning, Judge (lyrics additionnels)
- 1919 : La, La, Lucille, lyrics de Buddy DeSylva, musique de George Gershwin
- 1919 : Morris Gest's Midnight Whirl, lyrics et livret de Buddy DeSylva et John Henry Mears, musique de George Gershwin
- 1920 : The Greenwich Village Follies of 1920 (comprenant des chansons de Buddy DeSylva)
- 1920 : Sally (lyrics additionnels)
- 1921 : The Broadway Whirl, lyrics de Buddy DeSylva
- 1921 : Ziegfeld Follies of 1921, lyrics de Buddy DeSylva (+chansons)
- 1922 : The French Doll, lyrics de Buddy DeSylva
- 1922 : George White's Scandals of 1922, lyrics de Buddy DeSylva, musique de George Gershwin - Inclus l'opera-jazz en un acte Blue Monday
- 1922 : Orange Blossoms, lyrics de Buddy DeSylva, musique de Victor Herbert
- 1922 : The Yankee Princess, lyrics de Buddy DeSylva, musique de Emmerich Kalman
- 1923 : George White's Scandals of 1923, lyrics de Buddy DeSylva, musique de George Gershwin
- 1923 : Ziegfeld Follies of 1923 (lyrics additionnels)
- 1923 : Little Miss Bluebeard (comprenant des chansons de Buddy DeSylva)
- 1924 : Sweet Little Devil, lyrics de Buddy DeSylva, musique de George Gershwin
- 1924 : George White's Scandals of 1924, lyrics de Buddy DeSylva, musique de George Gershwin
- 1925 : Big Boy, lyrics de Buddy DeSylva, musique de Joseph Meyer et James F. Hanley
- 1925 : Tell Me More, lyrics de Buddy DeSylva et Ira Gershwin, musique de George Gershwin
- 1925 : George White's Scandals of 1925, musique et lyrics de Buddy DeSylva, Lew Brown et Ray Henderson
- 1925 : Gay Paree (lyrics additionnels), lyrics de Clifford Grey, musique d'Alfred Goodman, Maurie Rubens et J. Fred Coots
- 1925 : Captain Jinks, lyrics de Buddy DeSylva, musique de Lewis Gensler
- 1926 : George White's Scandals of 1926, musique et lyrics de Buddy DeSylva, Lew Brown et Ray Henderson
- 1926 : Queen High, lyrics de Buddy DeSylva, musique de Lewis Gensler
- 1927 : Good News, musique et lyrics de Buddy DeSylva, Lew Brown et Ray Henderson
- 1927 : Manhattan Mary, musique et lyrics de Buddy DeSylva, Lew Brown et Ray Henderson
- 1927 : Artists and Models (comprenant des chansons de Buddy DeSylva et Lew Brown), lyrics de J. Keirn Brennan et Benny Davis, musique de Harry Akst et Maurie Rubens
- 1927 : Excess Baggage (comprenant des chansons de Buddy DeSylva, Lew Brown et Ray Henderson)
- 1928 : George White's Scandals of 1928, musique et lyrics de Buddy DeSylva, Lew Brown et Ray Henderson
- 1928 : Hold Everything, musique et lyrics de Buddy DeSylva, Lew Brown et Ray Henderson
- 1929 : Follow Thru, musique et lyrics de Buddy DeSylva, Lew Brown et Ray Henderson
- 1930 : Flying High, musique et lyrics de Buddy DeSylva, Lew Brown et Ray Henderson
- 1932 : Take a Chance, musique de Nacio Herb Brown, Richard A. Whiting et Vincent Youmans
- 1939 : Du Barry Was a Lady, livret et production de Buddy DeSylva, lyrics et musique de Cole Porter
- 1940 : Louisiana Purchase, livret et production de Buddy DeSylva, lyrics et musique de Irving Berlin
- 1940 : Panama Hattie, livret et production de Buddy DeSylva, lyrics et musique de Cole Porter

## Filmographie

### En tant que scénariste
- 1929 : La Vie en rose (Sunnyside Up) de David Butler (également producteur)
- 1930 : Follow the Leader de Norman Taurog (pièce originale : Manhattan Mary)
- 1930 : L'Amour en l'an 2000 (Just Imagine) de David Butler (également producteur)
- 1930 : Big Boy d'Alan Crosland (pièce originale)
- 1930 : Queen High de Fred C. Newmeyer (pièce originale)
- 1930 : Bonnes Nouvelles Good News de Nick Grinde (pièce originale)
- 1930 : Hold Everything de Roy Del Ruth (pièce originale)
- 1931 : Flying High de Charles Reisner (pièce originale)
- 1931 : Indiscret (Indiscreet) de Leo McCarey (également producteur)
- 1933 : Take a Chance de Monte Brice et Laurence Schwab
- 1933 : My Weakness de David Butler
- 1934 : Miracle d'amour (Have a Heart) de David Butler
- 1934 : Tu seras star à Hollywood (Bottoms Up) de David Butler
- 1936 : L'amiral mène la danse (Born to Dance) de Roy Del Ruth
- 1941 : Louisiana Purchase d'Irving Cummings
- 1942 : Panama Hattie de Norman Z. McLeod (pièce originale)
- 1943 : La Du Barry était une dame (Du Barry Was a Lady) de Roy Del Ruth (pièce originale)
- 1945 : Le Club des cigognes (The Stork Club) de Hal Walker
- 1947 : Vive l'amour (Good News) de Charles Walters (pièce originale)

### En tant que producteur
- 1929 : La Vie en rose (Sunnyside Up) de David Butler
- 1929 Nertz
- 1933 My Weakness
- 1934 Tu seras star à Hollywood (Bottoms Up)
- 1935 Le Petit Colonel (The Little Colonel)
- 1935 Les Nuits de la pampa (Under the Pampas Moon)
- 1935 Doubting Thomas
- 1935 : Welcome Home de James Tinling
- 1935 La Fille du rebelle (The Littlest Rebel)
- 1936 Capitaine Janvier (Captain January)
- 1936 Pauvre Petite Fille riche (Poor Little Rich Girl)
- 1936 Quatre Femmes à la recherche du bonheur (Ladies in Love)
- 1936 Ching-Ching (Stowaway)
- 1937 Merry-Go-Round of 1938
- 1937 Millionnaire à crédit (You're a Sweetheart)
- 1938 La Coqueluche de Paris (The Rage of Paris)
- 1939 Mademoiselle et son bébé (Bachelor Mother)
- 1940 Gouverneur malgré lui (The Great McGinty)
- 1940 Le Gros Lot (Christmas in July)
- 1941 Un cœur pris au piège (The Lady Eve)
- 1941 L'Engagé volontaire (Caught in the Draft)
- 1941 Aloma, princesse des îles (Aloma of the South Seas)
- 1941 Nothing But the Truth
- 1941 Birth of the Blues
- 1941 Les Voyages de Sullivan (Sullivan's Travels)
- 1942 Les Naufrageurs des mers du Sud (Reap the Wild Wind)
- 1942 La Blonde de mes rêves (My Favorite Blonde)
- 1942 Tueur à gages (This Gun for Hire)
- 1942 La Clé de verre (The Glass Key)
- 1942 Ma femme est une sorcière (I Married a Witch)
- 1942 Madame et ses flirts (The Palm Beach Story)
- 1942 En route vers le Maroc (Road to Morocco)
- 1943 : La Boule de cristal (The Crystal Ball)
- 1943 Pour qui sonne le glas (For Whom the Bell Tolls)
- 1943 Celles que fiers nous saluons (So Proudly We Hail!)
- 1944 Miracle au village (The Miracle of Morgan's Creek)
- 1944 Les Nuits ensorcelées (Lady in the Dark)
- 1944 La Falaise mystérieuse (The Uninvited)
- 1944 Assurance sur la mort (Double Indemnity)
- 1944 Hitler et sa clique (The Hitler Gang)
- 1944 L'Odyssée du docteur Wassell (The Story of Dr. Wassell)
- 1944 La Route semée d'étoiles (Going My Way)
- 1944 Héros d'occasion (Hail the Conquering Hero)
- 1944 The Great Moment
- 1944 L'aventure vient de la mer (Frenchman's Creek)
- 1944 Espions sur la Tamise (Ministry of Fear)
- 1945 La Blonde incendiaire (Incendiary Blonde)
- 1945 Le Club des cigognes (The Stork Club)
- 1946 En route vers l'Alaska (Road to Utopia)

## Hommages
- En 1942 dans le film  Au pays du rythme (Star Spangled Rhythm), qui se déroule dans les studios de la Paramount, apparaît un producteur exécutif nommé « B.G. DeSoto » (joué par Walter Abel), parodiant DeSylva.

## Sources
- (en) Cet article est partiellement ou en totalité issu de l’article de Wikipédia en anglais intitulé « Buddy DeSylva » (voir la liste des auteurs).